# یواس‌اس ژونیپر (۱۸۶۴)
یواس‌اس ژونیپر (۱۸۶۴) (به انگلیسی: USS Juniper (1864)) یک کشتی بود که طول آن ۷۹ فوت ۶ اینچ (۲۴٫۲۳ متر) بود.